# أمبير هولاند
أمبير هولاند هي لاعبة كرلنغ كندية، ولدت في 10 يوليو 1974 في يوركتن في كندا.

## وصلات خارجية
- أمبير هولاند على موقع الاتحاد الدولي للكرلنغ (الإنجليزية)